# Lajeosa e Forcalhos
Lajoesa e Forcalhos (oficialmente: União das Freguesias de Lajeosa e Forcalhos) é uma freguesia portuguesa do município do Sabugal, com 28,93 km² de área e 219 habitantes (censo de 2021). A sua densidade populacional é 7,6 hab./km².

## História
Foi criada aquando da reorganização administrativa de 2012/2013,  resultando da agregação das antigas freguesias da Lajeosa e Forcalhos.

## Demografia
A população registada nos censos foi:
| Distribuição da População por Grupos Etários | Distribuição da População por Grupos Etários | Distribuição da População por Grupos Etários | Distribuição da População por Grupos Etários | Distribuição da População por Grupos Etários | Distribuição da População por Grupos Etários |
| -------------------------------------------- | -------------------------------------------- | -------------------------------------------- | -------------------------------------------- | -------------------------------------------- | -------------------------------------------- |
| Antes da agregação                           |                                              |                                              |                                              |                                              |                                              |
| Ano                                          | 0-14 anos                                    | 15-24 anos                                   | 25-64 anos                                   | >= 65 anos                                   | Total                                        |
| 2001                                         | 15                                           | 16                                           | 113                                          | 222                                          | 366                                          |
| 2011                                         | 13                                           | 9                                            | 87                                           | 180                                          | 289                                          |
| Após a agregação                             |                                              |                                              |                                              |                                              |                                              |
| Ano                                          | 0-14 anos                                    | 15-24 anos                                   | 25-64 anos                                   | >= 65 anos                                   | Total                                        |
| 2021                                         | 14                                           | 16                                           | 53                                           | 136                                          | 219                                          |